# 安全加密協處理器
安全芯片（英文：Secure Cryptoprocessor）是可独立进行密钥生成、加解密的可信任平台模块，它有自己的内存区域并运行自己的微型操作系统，可用于存储密钥或特征数据，能够为智能手机、电脑等电子设备提供加密和安全认证服务。

## 功能
1. 存储密钥。由安全芯片保护的密钥不会离开其安全区域，被该密钥加密的数据只能由设备拥有者经过身份验证后才能解密、读取。尽管设备被病毒入侵或者系统被破坏，存储在安全芯片中的密钥都无法被访问，加密的数据仍然非常安全。
2. 存储特殊数据。设备解锁密码、生物识别信息（包括指纹等）非常敏感重要的信息都会被存储在安全芯片上，确保无法被他人偷取。
3. 固定引导加载程序。某些技术创新的安全芯片可以在用户启动设备时，确保运行的是最新的安全系统版本，黑客无法将其降级为具有已知安全漏洞的旧版本。例如 Pixel 3 手机的 Titan M 芯片[1]。

## 应用举例
如今，安全芯片越来越被广泛应用于智能手机。
苹果，三星，谷歌等品牌手机都使用安全芯片来保护用户存储在设备上的敏感信息（例如指纹）或是加密密钥等，设备的安全性以及用户数据的安全性得到很大提升。对于安全芯片的命名，各家厂商都不相同，Secure Enclave、可信執行環境、Secure Element等，但其多数均基于诸如TrustZone的现有技术方案实现。